# Bullockus
Bullockus is een geslacht van weekdieren uit de klasse van de Gastropoda (slakken).

## Soorten
- Bullockus guesti Lyons & Snyder, 2008
- Bullockus honkeri (Snyder, 2006)
- Bullockus mcmurrayi (Clench & Aguayo, 1941)
- Bullockus pseudovarai Lyons & Snyder, 2008
- Bullockus varai (Bullock, 1970)